# ایر آتلانتیک
ایر آتلانتیک (به انگلیسی: Air Atlantique) یک شرکت هواپیمایی با کد یاتا 7M است که در ۱۹۶۹ میلادی تأسیس شده‌است. دفتر مرکزی ایر آتلانتیک در کاونتری، بریتانیا واقع شده‌است.